# Asia-Pacific Network Information Centre

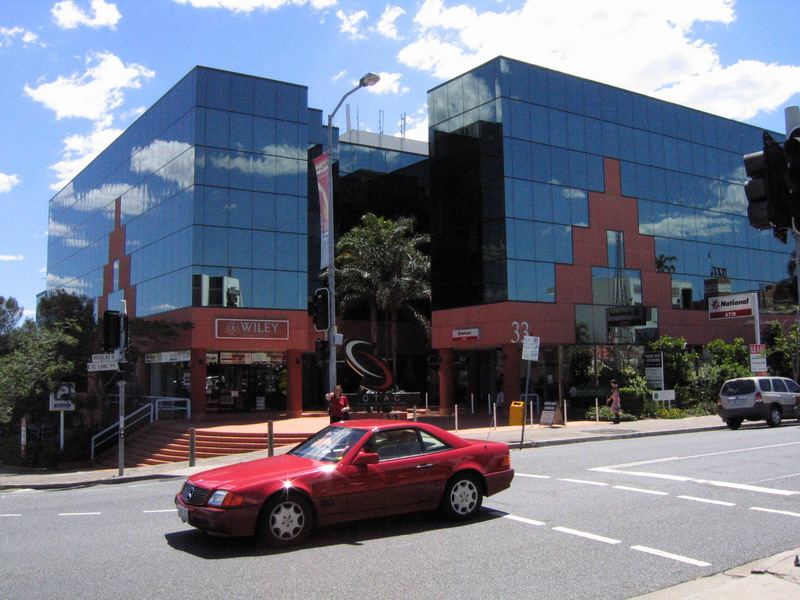
かつてAPNICの本部が入っていたオーストラリア・ブリスベンのオフィスビル

Asia-Pacific Network Information Centre（略称: APNIC）は、東部・南部アジアと太平洋エリアを管轄する地域インターネットレジストリ (RIR) である。日本のJPNICも加盟している。

## 概要
APNICはJPNIC（日本ネットワークインフォメーションセンター）のような国別インターネットレジストリ（NIR）やISPなどの団体から選出されたメンバーで構成される非営利団体であり、現在56の国・地域が参加している。
業務としてはRIRとしてのIPアドレスやAS番号の配分・管理業務のほか、APNICやその配下のNIRが配分したIPアドレスやAS番号についてのWHOISサーバ（whois.apnic.net）を管理しており、またこの地域でNIRを持たない国々とICANNとの連絡・調整役も担っている。
APNICは1993年に独立組織として設立され、本部はオーストラリアのブリスベンにある。
2011年4月15日には、APNICのIPv4アドレスの在庫が/8ブロック（約1670万アドレス）換算で、1ブロック未満となり、アジア太平洋地域では、IPv4アドレスの在庫は事実上枯渇した。

## APNICに参加している国・地域
- アフガニスタン
- アメリカ領サモア
- イギリス領インド洋地域
- インド
- インドネシア
- ウォリス・フツナ
- オーストラリア
- カンボジア
- 北マリアナ諸島
- キリバス
- グアム
- クック諸島
- ココス諸島
- クリスマス島
- サモア
- シンガポール
- スリランカ
- ソロモン諸島
- タイ
- 韓国
- 中華民国
- 中国
- 北朝鮮
- ツバル
- トケラウ
- トンガ
- ナウル
- ニウエ
- 日本
- ニューカレドニア
- ニュージーランド
- ネパール
- ノーフォーク島
- パキスタン
- バヌアツ
- パプアニューギニア
- パラオ
- バングラデシュ
- ピトケアン諸島
- 東ティモール
- ブータン
- フィジー
- フィリピン
- フランス領ポリネシア
- フランス領南方・南極地域
- ブルネイ
- ベトナム
- 香港
- マカオ
- マーシャル諸島
- マレーシア
- ミクロネシア連邦
- ミャンマー
- モルディブ
- モンゴル
- ラオス

地域インターネットレジストリの管轄地域

2002–2005年の管轄地域（APNICの管轄地域は2002年以前も同じ）

AfriNICができるまで、マダガスカル、モーリシャス、セイシェル、レユニオンも管轄していた。